# Indian Head (Saskatchewan)
Pour les articles homonymes, voir Indian Head.
Indian Head est une ville du sud-est de la Saskatchewan, au Canada, à environ 69 km à l'est de Regina, au nord de la route Transcanadienne.

## Histoire
Devenue ville en 1902, la localité est à ce moment l'un des principaux lieux d'exportation du blé au monde.

## Démographie
En 2016, Statistique Canada recense 1 910 habitants de la localité.
| Évolution de la population | Évolution de la population | Évolution de la population | Évolution de la population | Évolution de la population | Évolution de la population | Évolution de la population | Évolution de la population | Évolution de la population | Évolution de la population | Évolution de la population |
| -------------------------- | -------------------------- | -------------------------- | -------------------------- | -------------------------- | -------------------------- | -------------------------- | -------------------------- | -------------------------- | -------------------------- | -------------------------- |
| Année                      | 1901                       | 1906                       | 1910                       | 1916                       | 1921                       | 1996                       | 2001                       | 2006                       | 2011                       | 2016                       |
| Pop.                       | 768                        | 1 545                      | 1 285                      | 1 334                      | 1 439                      | 1 833                      | 1 758                      | 1 634                      | 1 815                      | 1 910                      |
| ±% p.a.                    | —                          | +15.00%                    | −4.50%                     | +0.63%                     | +1.53%                     | +0.32%                     | −0.83%                     | −1.45%                     | +2.12%                     | +1.03%                     |
| Source : ,                 |                            |                            |                            |                            |                            |                            |                            |                            |                            |                            |

| 2001  | 2006  | 2011  | 2016  |
| ----- | ----- | ----- | ----- |
| 1 758 | 1 634 | 1 815 | 1 910 |